# Ernst Anemüller
Ernst Anemüller (Rudolstadt, 1859. szeptember 26. - Detmold, 1943. augusztus 24.) német filológus, könyvtáros, tanár.

## Élete
Apja Bernard Anemüller volt. 1868 és 1878 közt a rudolstadti gimnáziumban, 1878 és 1881 közt a lipcsei, a hallei és a berlini egyetemeken klasszikus filológiát és történelmet tanult. A Hallei Egyetemen készített diplomamunkája címe Geschichte der Verfassung Mailands in den Jahren 1075–1117. 1882-ben államvizsgázott, 1883 és 1884 közt a jénai gimnáziumban próbaidps tanár volt. 1884-től 1918-ig a detmoldi Gymnasium Leopoldinum tanára, majd főtanára volt. 1891 és 1918 közt részmunkaidős könyvtáros, valamint a Lippische Landesbibliothek vezetője volt. 1911-ben megalapította a Lippische Wanderbibliothek-et, amely mintegy hetven környékbeli falut látott el irodalommal. Irodalmi munkássága kiterjedt a germán ókorra, a Türingiáról szóló történelmi tanulmányokra (e témakörben írt munkáit E. Thuringia álnév alatt publikálta), valamint helytörténeti kutatásokra. A Detmolder Bildungsvereins elnöke, az Akademie gemeinnütziger Wissenschaften zu Erfurt tagja volt. Hagyatékát a Lippische Landesbibliothek őrzi.

## Válogatott munkái
- Geschichte der Verfassung Mailands in den Jahren 1075–1117; nebst einem Anhang Über das Consulat zu Cremona, Halle: Niemeyer 1881 (Halle, Univ. Diss. 1881).
- Sigebotos verlorene Vita Paulinae. megjelent: Neues Archiv der Gesellschaft für ältere deutsche Geschichte. Bd. 10. 1885, S. 11–34.
- Otto Weerth-tel közösen: Bibliotheca Lippiaca: Uebersicht über die landeskundliche und geschichtliche Litteratur des Fürstenthums Lippe. Detmold 1886 (online).
- Urkundenbuch des Klosters Paulinzelle, Jena: Fischer 1889f. (Thüringische Geschichtsquellen, N.F.; 4 = 7)..
- Schiller und die Schwestern von Lengefeld. Detmold: Meyer 1920.
- Der Brand der Lippischen Landesbibliothek in Detmold. In: Zentralblatt für Bibliothekswesen, Bd. 39, 1922: 25–29 (Online).
- Verfassungsstreit und Obstruktion in Lippe 1868–1876, Detmold: Meyer 1931.
- Chronik der Stadt Detmold. Magdeburg: Willmann 1932 (online).
- Goethe und Paulinzelle. megjelent: Willy Flach (szerk.): Festschrift Berthold Rein zum 75. Geburtstag. Forschungen zur schwarzburgischen Geschichte, Jena: Frommannsche Buchhandlung Walter Biedermann 1935, S. 198–206.

## Fordítás
- Ez a szócikk részben vagy egészben  az   Ernst Anemüller című német Wikipédia-szócikk ezen változatának fordításán alapul.  Az eredeti cikk szerkesztőit annak laptörténete sorolja fel. Ez a jelzés csupán a megfogalmazás eredetét és a szerzői jogokat jelzi, nem szolgál a cikkben szereplő információk forrásmegjelöléseként.